# 金沢市立粟崎小学校
金沢市立粟崎小学校（かなざわしりつ あわがさきしょうがっこう、英語: Kanazawa Municipal Awagasaki Elementary School）は、石川県金沢市粟崎町にある公立小学校。

## 沿革
- 1872年12月（明治05年11月[注釈 1]） - 粟崎18番屋敷の民家を借受けて、粟崎小学校を創立[4][5]。
- 1889年（明治22年）4月1日 - 町村制の施行により、（旧）粟崎村及び五郎島村の区域をもって、粟崎村が発足。粟崎村立粟崎尋常小学校となる。
- 1892年（明治25年）4月 - 粟崎村立粟崎尋常高等小学校と改称[5]。
- 1909年（明治42年）4月 - 高等科を廃して粟崎尋常小学校と改称[5]。
- 1910年（明治43年）11月 - 新校舎建築[5]。
- 1911年（明治44年）5月 - 再び高等科を併置して粟崎尋常高等小学校と復称[5]。
- 1935年（昭和10年）12月16日 - 粟崎村の金沢市編入に伴い、金沢市立粟崎尋常高等小学校と改称。
- 1941年（昭和16年）4月1日 - 国民学校令施行に伴い、金沢市粟崎国民学校と改称。
- 1947年（昭和22年）4月1日 - 学制改革により、金沢市立粟崎小学校と改称。所在地：金沢市粟崎町ヘ78番地（現在地）[6]。
- 1971年（昭和46年）7月 - 新校舎建設起工式[7]。
- 1972年（昭和47年）5月29日 - 新校舎完成に伴い、移転を開始[8]。
- 1979年（昭和54年）2月22日 - 新校舎落成式挙行[8][9]。

## 学区
粟崎町、粟崎町1丁目、粟崎町2丁目、粟崎町3丁目、粟崎町4丁目、粟崎町5丁目、粟崎町6丁目、粟崎浜町、五郎島町

## 進学先中学校
- 金沢市立港中学校[11]